# Apața
Apața (węg. Apáca) – wieś w Rumunii, w okręgu Braszów, w gminie Apața. W 2011 roku liczyła 3169 mieszkańców.